# Gregor Kobel
Gregor Kobel, född 6 december 1997, är en schweizisk fotbollsmålvakt som spelar för Borussia Dortmund.

## Klubbkarriär

### Tidig karriär
Gregor Kobel är son till ishockeyspelaren Peter Kobel (spelat i bland annat ZSC Lions, HC Lugano och HC Davos) och han började spela fotboll i FC Seefeld Zürich. Som åttaåring gick Kobel till Grasshoppers.

### TSG Hoffenheim
I september 2014 lånades Kobel ut till tyska TSG Hoffenheim på ett tvåårigt låneavtal. Under säsongen 2014/2015 spelade han tre matcher för U19-laget i U19-Bundesliga, då Dominik Draband var förstemålvakt i laget. Inför säsongen 2015/2016 flyttades Draband upp i U23-laget och Kobel fick då ökat förtroende av tränaren Julian Nagelsmann. Han spelade totalt 19 matcher under säsongen i U19-Bundesliga då Hoffenheim tog sig till final, där de dock förlorade mot Borussia Dortmund med 5–3. Under säsongen spelade Kobel även fem matcher för reservlaget i Regionalliga Südwest.
Inför säsongen 2016/2017 flyttades Kobel upp i A-laget, där han skrev på ett fyraårskontrakt. Kobel var under säsongen tredjemålvakt bakom Oliver Baumann och Alexander Stolz och spelade inga matcher för A-laget. Han spelade dock 26 matcher för reservlaget i Regionalliga Südwest. Säsongen 2017/2018 var Kobel främst andramålvakt bakom Baumann, men han spelade klubbens båda cupmatcher i DFB-Pokal samt en match i Europa League mot bulgariska Ludogorets Razgrad. Han spelade även åtta matcher för reservlaget i Regionalliga Südwest under säsongen.
Den 25 september 2018 fick Kobel göra sin Bundesliga-debut i en 3–1-vinst över Hannover 96. Under resten av hösten 2018 var han likt föregående säsong reservmålvakt bakom Baumann i ligan och stod i klubbens två cupmatcher. Kobel spelade även fyra matcher för reservlaget under hösten.

### FC Augsburg
Den 3 januari 2019 lånades Kobel ut till FC Augsburg, där han var tänkt att få konkurrera om målvaktsplatsen med Fabian Giefer och Andreas Luthe. Kobel tog direkt platsen som förstemålvakt och spelade 16 matcher i Bundesliga under andra halvan av säsongen 2018/2019.

### VfB Stuttgart
I juni 2019 förlängde Kobel sitt kontrakt i Hoffenheim fram till juni 2021 och blev samtidigt utlånad till 2. Bundesliga-klubben VfB Stuttgart på ett säsongslån. Kobel tog direkt platsen som förstemålvakt men tappade förtroendet av tränaren Tim Walter efter att ha släppt in 23 mål på de första 15 matcherna. Han petades i de tre sista matcherna inför vinteruppehållet, där Stuttgart gjorde ett tränarbyte till Pellegrino Matarazzo och Kobel fick då förnyat förtroende som förstemålvakt. Han spelade totalt 31 ligamatcher under säsongen och hjälpte klubben att bli uppflyttade till Bundesliga. Kobel höll även nollan i tio av matcherna.
I juli 2020 blev det en permanent övergång till Stuttgart för Kobel som skrev på ett fyraårskontrakt. Han spelade 33 av 34 Bundesligamatcher under säsongen 2020/2021 och missade endast en match på grund av skada.

### Borussia Dortmund
Den 31 maj 2021 värvades Kobel av Borussia Dortmund, där han skrev på ett femårskontrakt.

## Landslagskarriär
Den 13 juni 2021 blev Kobel uttagen i Schweiz trupp i EM i fotboll 2020 som ersättare till Jonas Omlin som skadat sig under undervärmning inför första matchen.